# تشغاراتشي (مزرباط)
تشغاراتشي هي بلدة في مقاطعة مزرباط في ولاية صرخنداريا في أوزبكستان.